# Илтутмиш
 Шамс ад-дин Илтутмиш ибн Йалам (ум. апрель 1236) — третий правитель Делийского султаната с 1211 года, тюркского происхождения.

## Восхождение на трон
Преемником Кутб ад-Дин Айбакa был Арам-шах, которого некоторые считают приемным сыном Айбека. Он был ставленником тюркской знати Лахора, стремившейся поскорее посадить кого-нибудь на свободный престол «во избежание мятежа». Тюркская знать Дели, не принимавшая участия в избрании Арам-шаха, предложила занять трон Илтутмишу, наместнику Бадауна и зятю Кутб-уд-дина. Илтутмиш пошёл походом на Дели, разбил и взял в плен Арам-шаха и вступил на престол в 1211 году.
Илтутмиш был тюрком из знатного рода, но в раннем детстве был продан в рабство. Его купил Кутб-уд-дин, которому он впоследствии был весьма предан и полезен. Положение Илтутмиша после победы над Арам-шахом было весьма непрочным, но он действовал с мудрой осторожностью. Его первой задачей было подчинить себе непокорных «владельцев военных ленов». Его власть была прочно установлена в округах Дели, Бадаун, Ауд и Бенарес, а также в горном районе Сивалик.
Незадолго до 1215 года Тадж ад-Дин Йылдыз занял Лахор и распространил свою власть на большую часть Пенджаба. Потом Тадж ад-Дин Йылдыз возобновил попытки установить своё господство над Дели. В 1216 году Илтутмиш разбил его и взял в плен в битве при Тараине. Лахор, остававшийся во владении Насир-уд-дина, был занят Илтутмишем в 1217 году. В 1228 году Илтутмиш захватил Мультан и Уч (англ.).
В 1221 году на северо-западной границе Индии впервые возникла угроза со стороны монголов Чингисханa. К счастью для Илтутмиша, Чингисхан в 1222 году ушёл обратно через Гиндукуш.
В 1232 году Ильтутмиш отнял Гвалиор у индусского князя по имени Мангал Дева. В 1234 году он вторгся в Мальву и разграбил города Бхилсу и Удджайн; знаменитый храм Махакалы в Удджайне был разрушен, но эти территории не были присоединены.
В 1229 году халиф признал его султаном.
В 1231—1232 годах Илтутмиш построил минарет Кутб-Минар в честь знаменитого мусульманского святого Ходжи Кутб-уд-дин Бахтиара Каки, умершего в Дели в 1235 году.

## Итоги деятельности
Илтутмиша обычно считают самым крупным из всех правителей династии Гулямов в Дели. При нём новая тюркская империя в Индии стала гораздо более прочной, чем при Кутб-уд-дине. Таким образом, он известен в истории как неутомимый строитель империи, хотя, подобно своим двум предшественникам, он не пытался создать систему гражданского управления. Его щедрость и покровительство наукам превозносятся современными ему историками.

## Смерть
Илтутмиш умер в апреле 1236 года. Своим преемником он объявил дочку по имени Раззия, которая была первой женщиной правительницей в истории средневековой Индии.